# Météorite de Fukang
Pour l’article homonyme, voir Fukang.

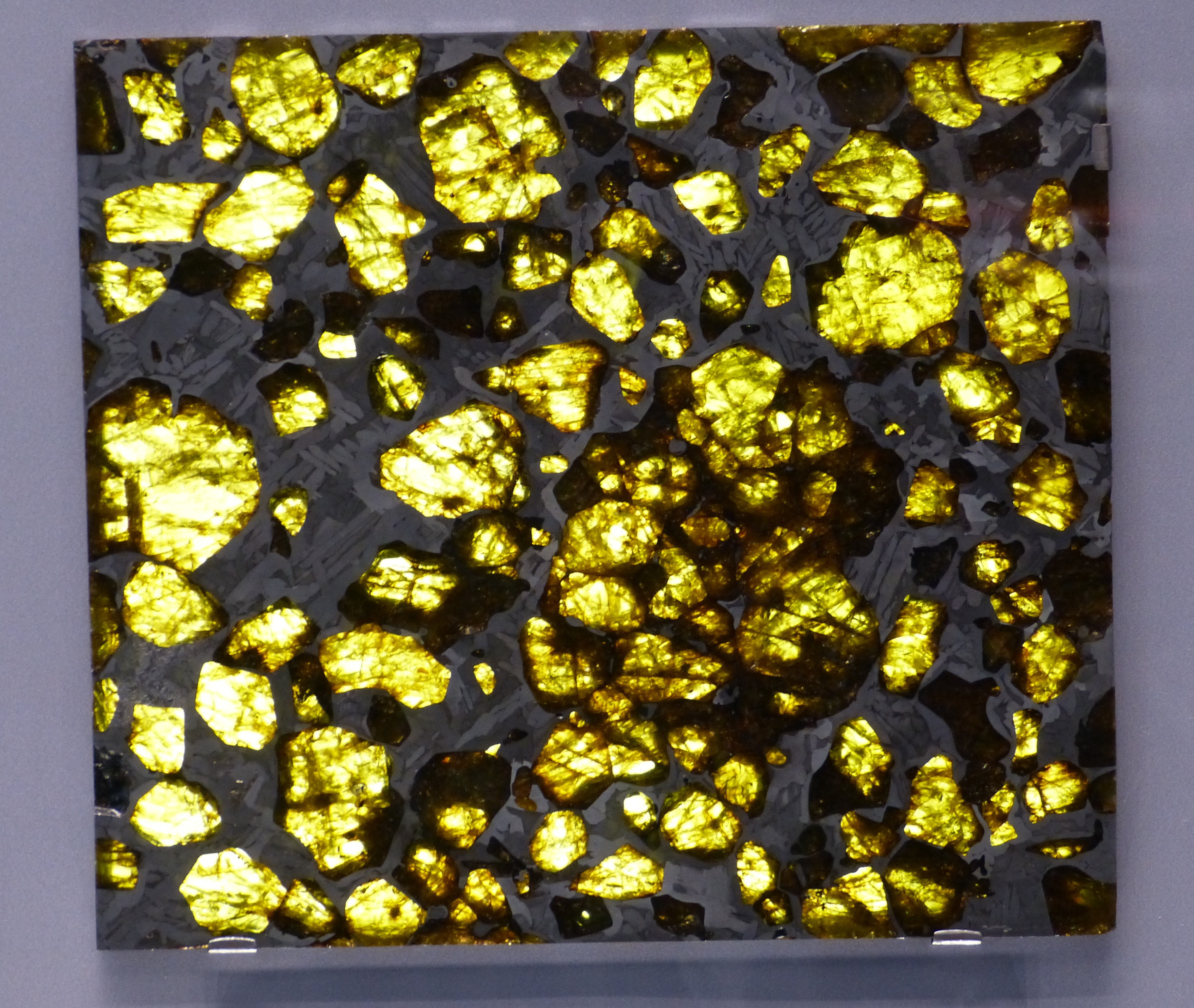
Lame polie de Fukang. Les plages claires sont des cristaux d'olivine, et la zone sombre la phase métallique.

La météorite de Fukang, ou simplement Fukang, est une météorite mixte métal-silicate, de type pallasite. Elle a été trouvée en 2000 dans les montagnes près de Fukang, dans la région autonome du Xinjiang (Chine). Elle avait une masse d'environ une tonne avant sa découpe.

## Histoire
La météorite a été acquise par un revendeur chinois en 2003, près de Fukang. Après avoir retiré environ 20 kg de la masse principale (1 003 kg), il a présenté la météorite au Tucson Gem & Mineral Show (en), où elle a été décrite par des chercheurs de l'université de l'Arizona.